# Bertha Müller
Pour les articles homonymes, voir Müller.
Bertha Müller née le 28 octobre 1848 à Vienne et morte le  26 janvier 1937 (idem) est une peintre autrichienne,.

## Biographie

### Famille
Sa mère est Josefa Bichler (1809-1860) et son père est Leopold Müller (1807-1862), lithographe. Bertha Müller est la sœur de Marie Müller et du peintre de orientaliste autrichien Leopold Carl Müller.
À la suite du décès des parents, le frère prend en charge ses cinq sœurs, et situation financière de la famille s'améliore vers 1870.

### Carrière artistique
En 1890, Marie Müller obtient son propre atelier à l'Académie des Beaux-Arts de Vienne, qu'elle conserve jusqu'en 1902avec Bertha Müller.
Elle exposé son travail dans le Woman's Building à l'Exposition universelle de 1893 à Chicago.
Ses peintures incluent un portrait de la créatrice de mode Emilie Louise Flöge avec une mandoline. Son portrait de la reine Victoria fait partie de la collection de la National Portrait Gallery de Londres.

## Galerie

Œuvres de Bertha Müller
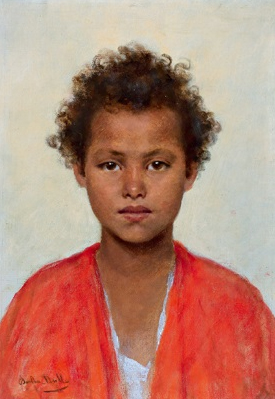
Portrait d'un garcon d' "orient" (1919)
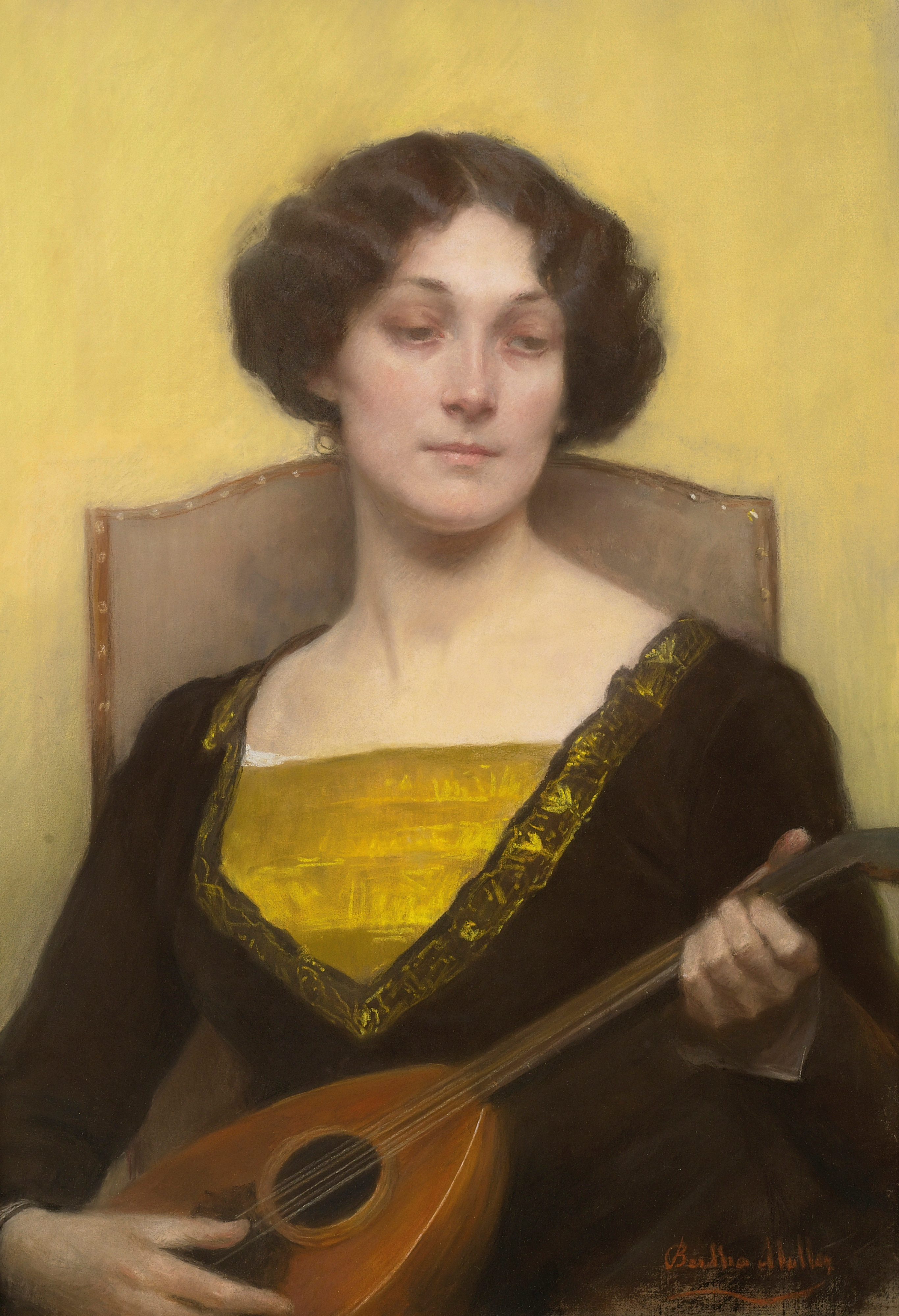
Emilie Flöge  jouant de la mandoline (c. 1900)
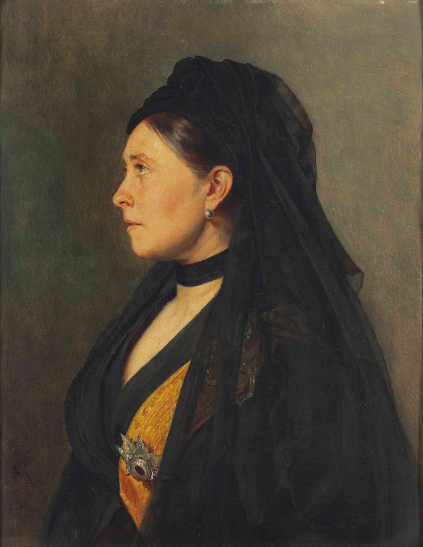
Portrait de Victoria, princess royale, impératrice de Prussie (c.1900)
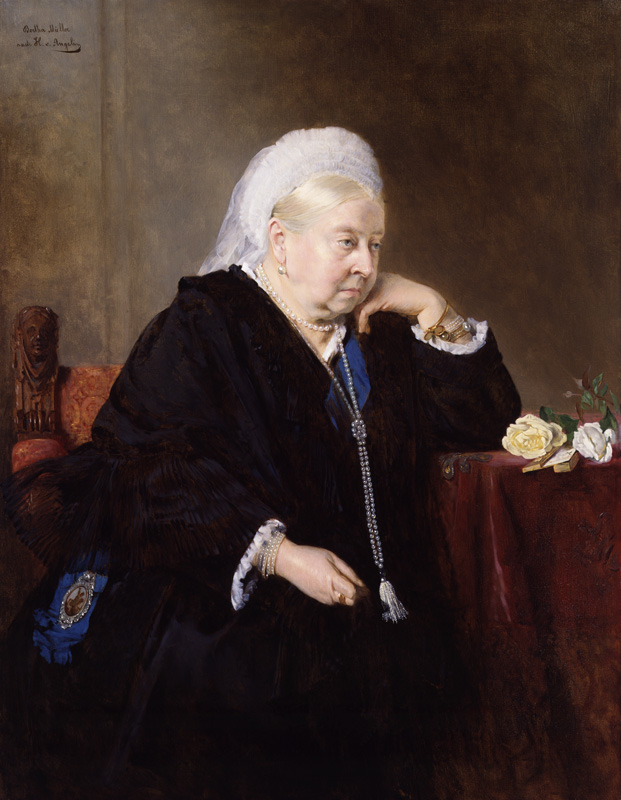
Portrait de la reine Victoria (1900), National Portrait Gallery, Londres.
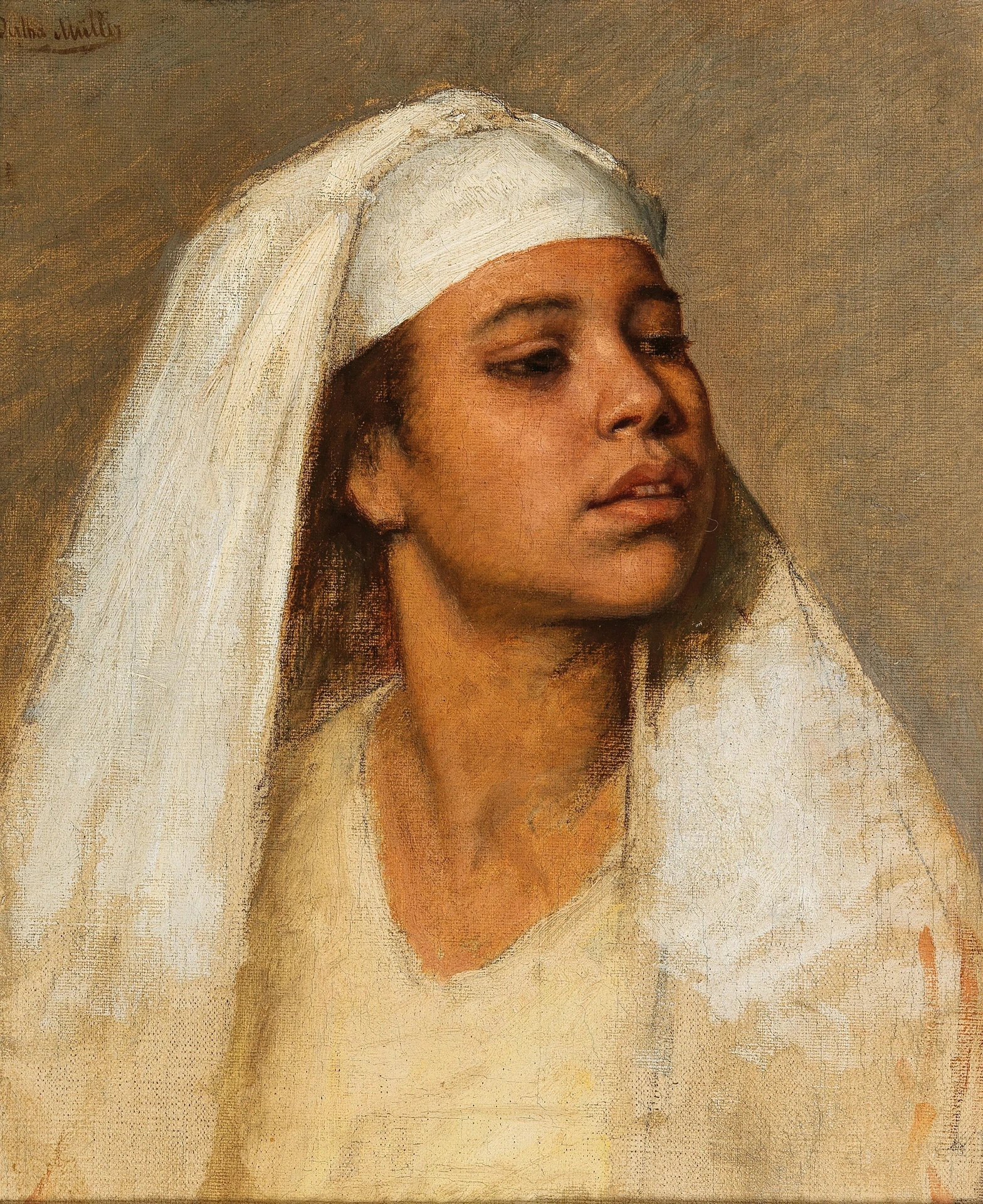
Portrait d'une copte